# Junkers Ju 352
O Junkers Ju 352 Herkules foi um avião trimotor de transporte aéreo usado pela Luftwaffe durante a Segunda Guerra Mundial. Foi uma evolução do Junkers Ju 252.